# Dilophus breviceps
Dilophus breviceps är en tvåvingeart som beskrevs av Friedrich Hermann Loew 1870. Dilophus breviceps ingår i släktet Dilophus och familjen hårmyggor. Inga underarter finns listade i Catalogue of Life.